# Шейх-Махале (Шафт)
Шейх-Махале (перс. شيخ محله) — село в Ірані, у дегестані Джірдег, в Центральному бахші, шагрестані Шафт остану Ґілян. За даними перепису 2006 року, його населення становило 319 осіб, що проживали у складі 85 сімей.

## Клімат
Середня річна температура становить 14,40°C, середня максимальна – 28,33°C, а середня мінімальна – -0,22°C. Середня річна кількість опадів – 976 мм.
| Клімат поселення                              | Клімат поселення | Клімат поселення | Клімат поселення | Клімат поселення | Клімат поселення | Клімат поселення | Клімат поселення | Клімат поселення | Клімат поселення | Клімат поселення | Клімат поселення | Клімат поселення | Клімат поселення |
| Показник                                      | Січ.             | Лют.             | Бер.             | Квіт.            | Трав.            | Черв.            | Лип.             | Серп.            | Вер.             | Жовт.            | Лист.            | Груд.            |                  |
| Середній максимум, °C                         | 11,02            | 11,56            | 12,94            | 17,88            | 21,37            | 26,84            | 28,33            | 28,22            | 23,70            | 21,06            | 17,17            | 12,33            |                  |
| Середня температура, °C                       | 5,40             | 5,96             | 7,33             | 12,26            | 15,76            | 21,22            | 24,02            | 23,92            | 19,38            | 16,75            | 12,86            | 8,03             |                  |
| Середній мінімум, °C                          | −0,22            | 0,34             | 1,72             | 6,64             | 10,14            | 15,61            | 19,71            | 19,59            | 15,06            | 12,43            | 8,56             | 3,72             |                  |
| Норма опадів, мм                              | 102              | 83               | 82               | 54               | 43               | 27               | 23               | 45               | 97               | 147              | 134              | 139              |                  |
| Середньомісячна швидкість вітру, м/с          | 2.27             | 2.33             | 2.40             | 2.32             | 2.30             | 2.39             | 2.51             | 2.33             | 2.06             | 2.06             | 1.90             | 1.92             |                  |
| Середньомісячна сонячна радіація, кДж/м²·день | 6959             | 9038             | 11149            | 15738            | 19866            | 22056            | 22926            | 19501            | 15936            | 11046            | 8697             | 6666             |                  |
| --------------------------------------------- | ---------------- | ---------------- | ---------------- | ---------------- | ---------------- | ---------------- | ---------------- | ---------------- | ---------------- | ---------------- | ---------------- | ---------------- | ---------------- |
| Джерело:                                      |                  |                  |                  |                  |                  |                  |                  |                  |                  |                  |                  |                  |                  |